# Довга пам'ять
«Довга пам'ять» — радянський художній фільм 1985 року, знятий режисером Романом Віктюком на Одеській кіностудії.

## Сюжет
Телефільм про піонера-героя, розвідника Володю Дубініна, який загинув у бою з німецько-фашистськими загарбниками.

## У ролях
- Микита Тюнін — Володя Дубінін
- Владислав Рис — Ваня
- Марія Стаханова — Галя
- Настя Некрасова — Нюша
- Людмила Литвиненко — Валя, сестра Володі
- Федір Баландін — Федя Максименка
- Андрій Фурманчук — Вовка
- Микола Бурляєв — Андрій, вчитель історії
- Роман Карцев — дядько Яша
- Клара Бєлова — мама Володі
- Валентин Клементьєв — червонофлотець
- Галина Стаханова — Марія Василівна Штиренко
- Олександр Берда — комісар загону
- Едуард Мурашов — командир загону
- Володимир Петропавловський — роль другого плану
- Херардо Контрерас — Баландін
- Анатолій Поползухін — Іван Захарович, батько Вані
- Іван Краско — Іван
- Олександр Смольянінов — роль другого плану
- Юрій Горін — партизан
- Олександр Кравченко — роль другого плану
- Павло Тихоміров — епізод

## Знімальна група
- Режисер — Роман Віктюк
- Сценарист — Геннадій Тарасуль
- Оператор — Володимир Панков
- Композитор — Юрій Буцько
- Художники — Ксана Медведь, Сергій Хотимський